# Confederazione canadese

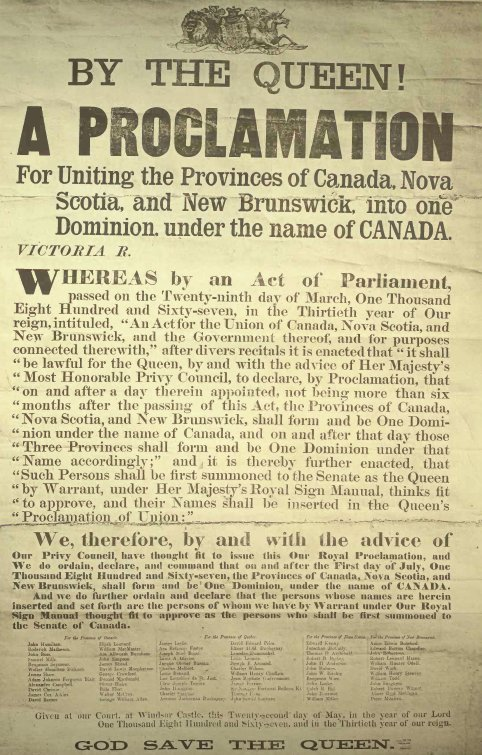
Atto di proclamazione della confederazione canadese risalente al 1867

La Confederazione canadese (in inglese Canadian Confederation; in francese Confédération canadienne) fu un processo storico attraverso il quale tre colonie britanniche nordamericane, ossia Provincia del Canada, Nuova Scozia e Nuovo Brunswick, furono unite nel dominion del Canada il 1º luglio 1867.
Durante il processo di confederazione, la vecchia provincia del Canada venne divisa nelle due province dell'Ontario e del Quebec; oltre a Nuova Scozia e Nuovo Brunswick, dunque, la nuova federazione comprendeva così in totale quattro province. Con il passare degli anni, il Canada subì diversi cambiamenti territoriali e processi di espansione, risultando al giorno d'oggi come una federazione di dieci province e tre territori.

## Cronologia
Quella che segue è una lista di province e territori del Canada ordinati in base alla data di ingresso nella confederazione; i territori sono riportati in corsivo.

Evoluzione territoriale del Canada.

| Data             | Nome                       | Status precedente                                                                                                 |
| ---------------- | -------------------------- | --- |
| 1 luglio 1867    | Ontario                    | Canada dell'Ovest (parte della Provincia del Canada)                                                              |
| 1 luglio 1867    | Québec                     | Canada dell'Est (parte della Provincia del Canada)                                                                |
| 1 luglio 1867    | Nuova Scozia               | Colonia della Nuova Scozia                                                                                        |
| 1 luglio 1867    | Nuovo Brunswick            | Colonia del Nuovo Brunswick                                                                                       |
| 15 luglio 1870   | Manitoba                   | Parte della Terra di Rupert                                                                                       |
| 15 luglio 1870   | Territori del Nord-Ovest   | Compresi nella Terra di Rupert e nei Territori del Nord-Ovest esclusa una zona che entrò a far parte del Manitoba |
| 20 luglio 1871   | Columbia Britannica        | Colonia della Columbia Britannica                                                                                 |
| 1 luglio 1873    | Isola del Principe Edoardo | Colonia dell'Isola del Principe Edoardo                                                                           |
| 13 giugno 1898   | Territorio dello Yukon     | Parte dei Territori del Nord-Ovest                                                                                |
| 1 settembre 1905 | Saskatchewan               | Parte dei Territori del Nord-Ovest                                                                                |
| 1 settembre 1905 | Alberta                    | Parte dei Territori del Nord-Ovest                                                                                |
| 31 marzo 1949    | Terranova                  | Dominion di Terranova                                                                                             |
| 1 aprile 1999    | Nunavut                    | Parte dei Territori del Nord-Ovest                                                                                |